# Murzo
Murzo est une commune française située dans la circonscription départementale de la Corse-du-Sud et le territoire de la collectivité de Corse. Elle appartient à l'ancienne piève de Sorroingiù, dans les Deux-Sorru.

## Géographie

### Localisation
Murzo est une commune de moyenne montagne, située dans l'intérieur de la microrégion de la Cinarca au nord d'Ajaccio. Au XVIe siècle, la communauté se trouvait dans la piève de Vico, dans le préside de Vico. La commune est limitrophe du parc naturel régional de Corse dont elle n'est pas adhérente.

### Géologie et relief

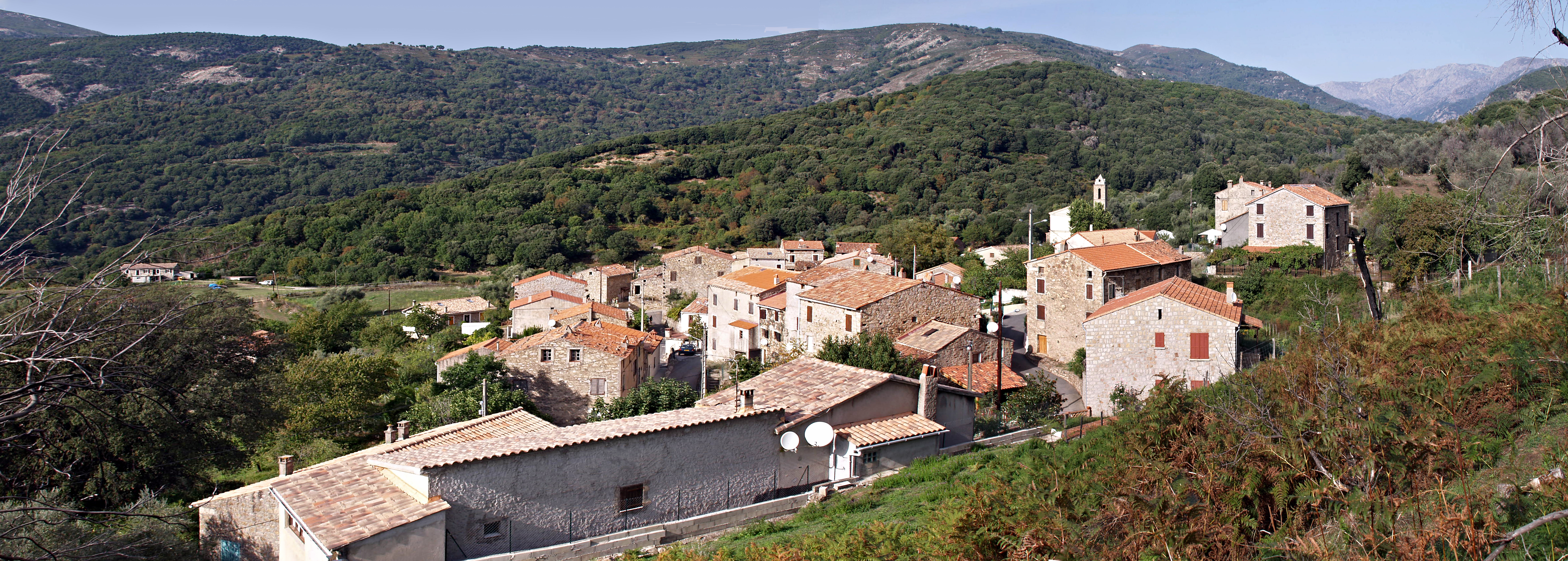
Panorama du village

Murzo fait partie du « delà-des-Monts » ou Corse cristalline, à roches magmatiques, qui se trouve à l'ouest d'une ligne Calvi-Solenzara. Son territoire présente un relief très accidenté, avec des crêtes aiguës et des falaises qui forment une sorte de cirque à l’est du village de Muna.
La commune est ceinte :
- au nord, par une ligne matérialisée par le cours du Liamone, à partir d'un point situé à l'altitude de 232 m, orientée vers l'est jusqu'à l'altitude de 280 m, empruntant ensuite une ligne de crête qui comprend la crête de Chisola et Capu Sorru, déclinant jusqu'au lit du Liamone (altitude 380 m), qui porte alors le nom de rivière de Guagno, et remontant son cours sur près de 600 m jusqu'à la confluence avec le ruisseau de Rioseccu ;
- à l'est, par le lit du ruisseau de Rioseccu suivi de celui d'un de ses affluents jusqu'à sa source au pied de Punta di Purcilellu (1 359 m), puis par une ligne droite passant cette pointe, la Punta di a Foce (1 352 m), jusqu'à l'extrémité orientale de la commune  forment une sorte de cirque à l’est du village de Muna ;
- au sud, par une démarcation représentée par le lit du ruisseau de Calzatoghiu jusqu'au point de confluence avec le Liamone ;
- à l'ouest, par le Liamone qui la sépare de Vico au nord et d'Arbori au sud.

L'extrémité orientale de la commune dans laquelle se trouve le culmen de Murzo, 1 425 m d'altitude au-dessus de Bocca Larga (1 394 m), est couverte par la partie occidentale de la forêt territoriale de Libio.
Le couvert végétal est composé majoritairement de chênes verts dans les parties basses, et de châtaigniers jusqu'à l'altitude maximum de 1 100 m. Le relief présentes des cimes aux rochers nues.

### Hydrographie

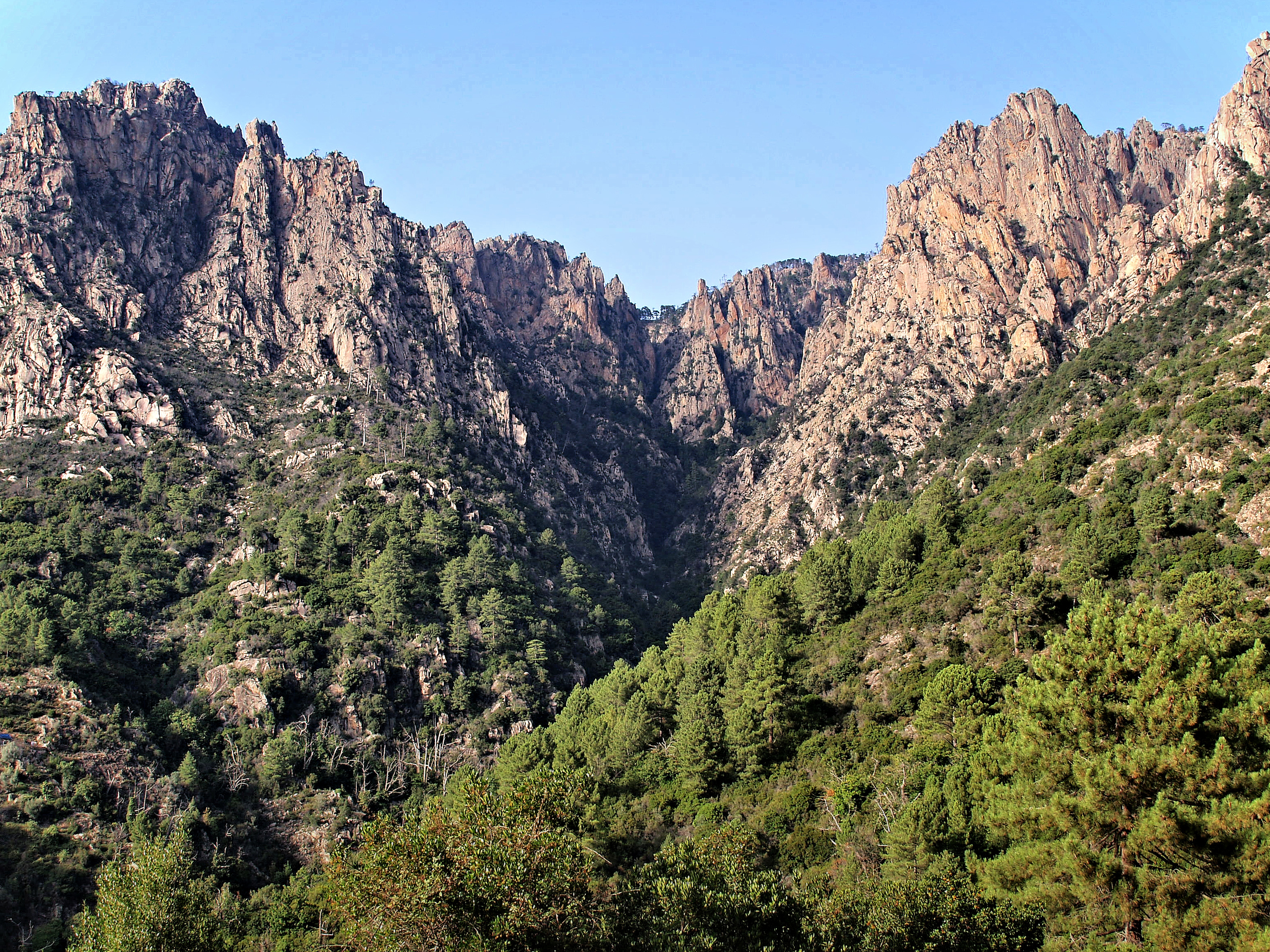
Punta di a Spusata et Monte a u Capu

Commune d'une superficie de 21,44 km2, son territoire possède un réseau hydrologique dense, faisant partie du bassin versant rive gauche du Liamone. Elle est d'ailleurs, presque entièrement délimitée par des cours d'eau dont le Liamone.
Les autres principaux cours d'eau ont pour nom : ruisseau de Rioseccu, ruisseau de Petraghiu, ruisseau de Modignu, ruisseau de Tigliu et ruisseau de Calzatoghiu.

### Accès
Murzo est accessible uniquement par voie routière. La route D 4 relie Vico à Suaricchio (Vero) sur la Route nationale 193.
La D 23 qui part du village, le relie au villages voisins de Poggiolo et de Guagno.

## Urbanisme

### Typologie
Au 1er janvier 2024, Murzo est catégorisée commune rurale à habitat dispersé, selon la nouvelle grille communale de densité à sept niveaux définie par l'Insee en 2022.
Elle est située hors unité urbaine. Par ailleurs la commune fait partie de l'aire d'attraction d'Ajaccio, dont elle est une commune de la couronne,. Cette aire, qui regroupe 79 communes, est catégorisée dans les aires de 50 000 à moins de 200 000 habitants,.

### Occupation des sols
L'occupation des sols de la commune, telle qu'elle ressort de la base de données européenne d’occupation biophysique des sols Corine Land Cover (CLC), est marquée par l'importance des forêts et milieux semi-naturels (98,9 % en 2018), une proportion identique à celle de 1990 (98,8 %). La répartition détaillée en 2018 est la suivante : 
forêts (58,9 %), espaces ouverts, sans ou avec peu de végétation (23,5 %), milieux à végétation arbustive et/ou herbacée (16,5 %), zones agricoles hétérogènes (1,2 %). L'évolution de l’occupation des sols de la commune et de ses infrastructures peut être observée sur les différentes représentations cartographiques du territoire : la carte de Cassini (XVIIIe siècle), la carte d'état-major (1820-1866) et les cartes ou photos aériennes de l'IGN pour la période actuelle (1950 à aujourd'hui).

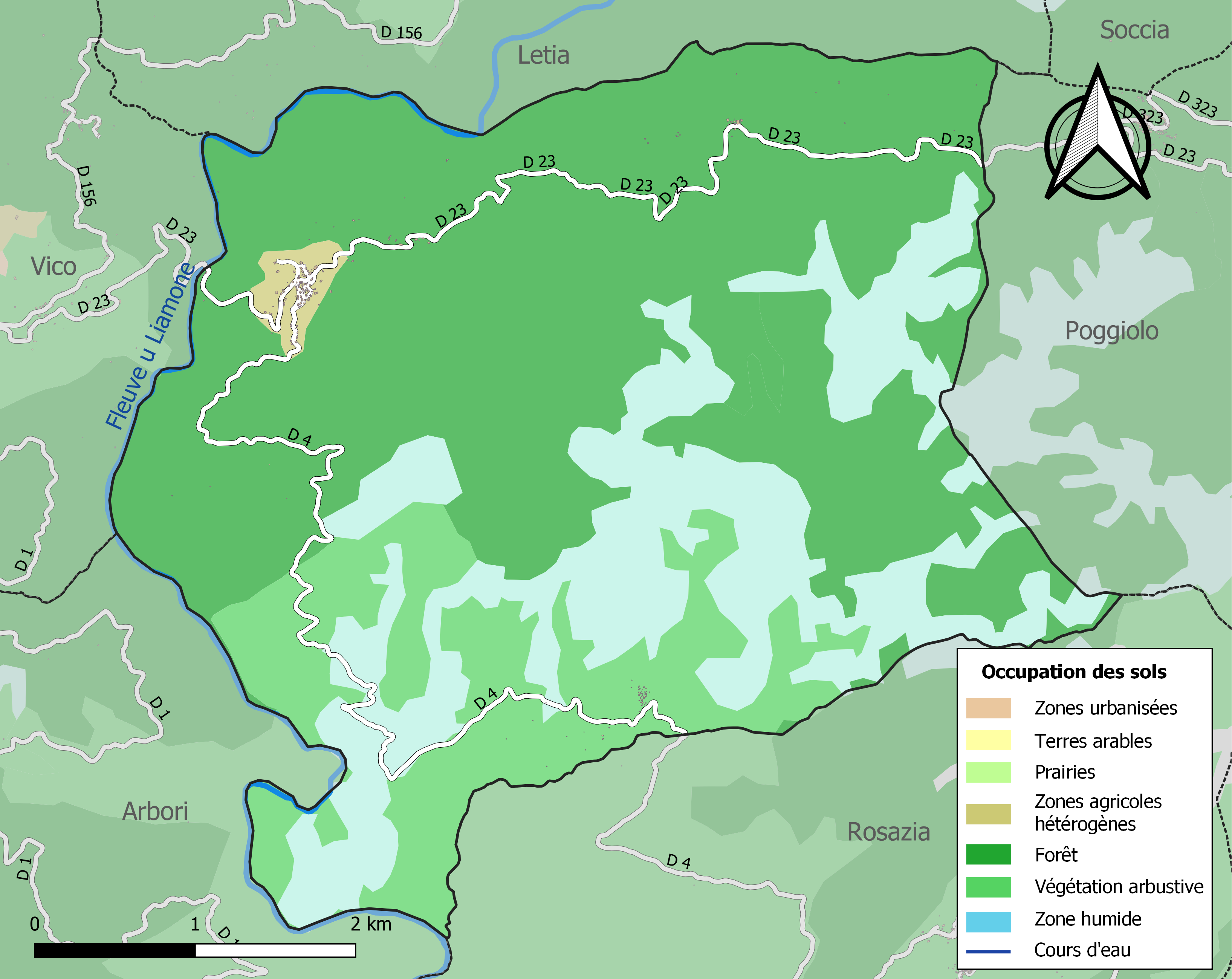
Carte des infrastructures et de l'occupation des sols de la commune en 2018 (CLC).

### Murzo
Murzo est un village médiéval qui a été désertifié au XVIe siècle par les Génois après qu'ils eurent mis fin à la domination de la Maison de Leca. Les habitations aux murs de pierre apparentes et aux toits de tuiles rouges, pour la plupart rénovées, sont groupées, bâties le long des routes D 4 et D 23 près de leur jonction au nord du village. L'église Saint-Laurent, le vieux cimetière et la casa comuna s'y trouvent.
Murzo est distant de Vico, chef-lieu du canton, de 4 km par la route D 4 qui emprunte le pont de Belfiori sur le Liamone.

### Muna

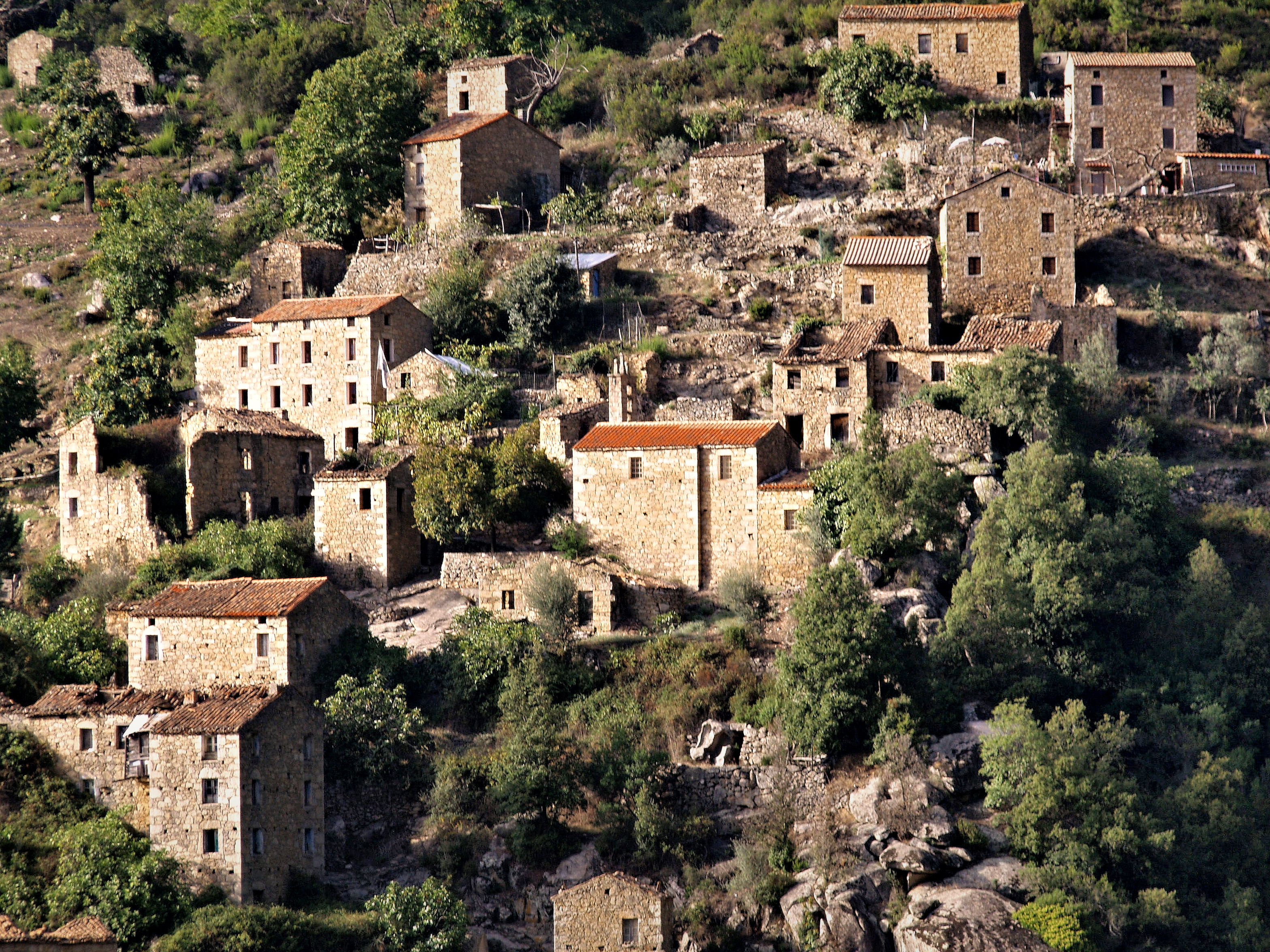
Muna

Muna est un ancien village situé au sud de la commune, à 5 km de Murzo par la route D4. Il se trouve au-dessus de la route qui a été refaite en 1974. Muna possédait son église depuis désaffectée.
On dit de Muna qu'il est un village abandonné. En fait, si le dernier habitant avait quitté le village en 1974, il y a de nouveau un dernier habitant permanent, Ghjuvanni Nivaggioli, qui ne possède ni électricité ni eau potable.

### Muricce
Muricce est un petit hameau situé en dessous de la route D 4, et en contrebas de Muna.

## Toponymie
Murzo tire son nom de Murza qui signifie en corse l'immortelle d’Italie.

## Histoire

### Moyen Âge

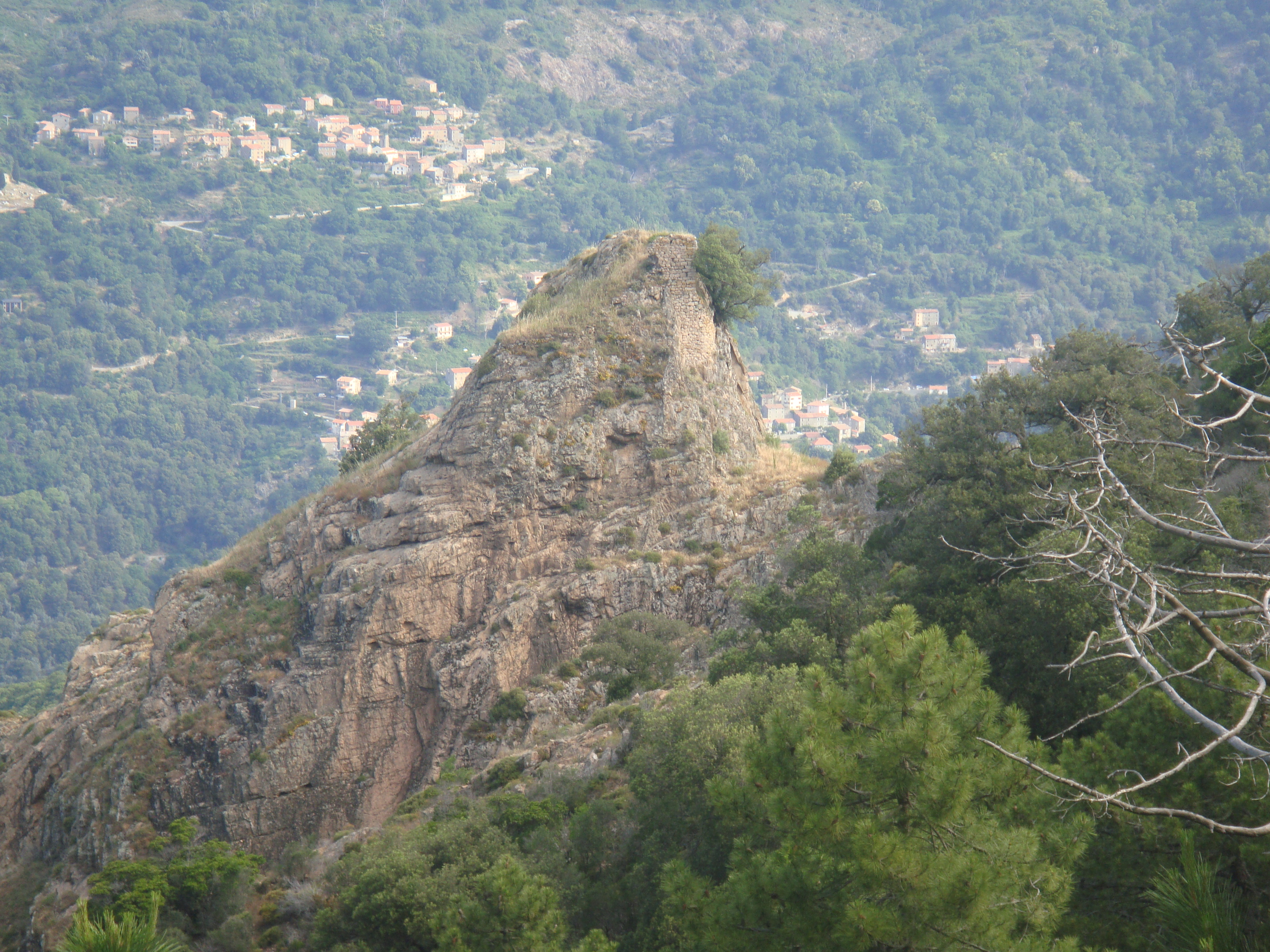
Ruines du château de la Zurlina.

- 1485 - Murzo est cité la première fois  dans un document concernant une vente de blé.
- 1488 - Le château de la Zurlina, construit par Giovan Paolo di Leca sur un piton rocheux dominant le sentier reliant Murzo à la forêt de Libbiu[6], entre Musso et Boccasorro, est occupé par Rinuccio de Leca, parents et confédérés.
- 1492 - Le château de Zurlina est démoli par Gênes après la défaite du seigneur Cinarchese.

« Les ruines de la Zurlina s'élèvent pittoresquement sur un mamelon de rochers, et de leur sein s'élancent de grands arbres qui les couronnent majestueusement. »

— Antoine Claude Valery in Voyages en Corse, à l'île d'Elbe et en Sardaigne, p. 110
- 1512 - La Banque de Saint Georges fait désertifier toute la piève de Vico dont la population avait soutenu leur seigneur Giovan Paolo di Leca.

### Temps modernes
Au XVIe siècle, vers 1520, Murzo faisait partie de la piève de Vico. Celle-ci, qui comptait environ 3 000 habitants, avait pour lieux habités : Vico, Nexa, la Pieve, Chiliani, Balogna, Apretiano, Ravana, la Cerasa, la Vidullachia, Coia, Arbori, Murzo, Lethia, Reno, Sorno, Lunca, Guallagno, Porto, lo Pochiolo, Sochia.
- 1789 - La Corse appartient au royaume de France. Survient la Révolution française qui supprime les juridictions royales. La Constituante divise la France en 83 départements.
- 1790 - Le département de Corse est créé avec Bastia pour préfecture.
- 1791 - Corte est le chef-lieu du département et le siège de l’évêché fixé à Aiacciu.
- 1793 - An II. la Convention divise l'île en deux départements : El Golo (l'actuelle Haute-Corse) et Liamone (l'actuelle Corse-du-Sud) sont créés. La commune conserve son nom de Murzo[Note 3], et se trouve dans le canton de Vico, dans le district de Vico et dans le département du Liamone.
- 1801 - Sous le Consulat[Note 4], au Bulletin des Lois, la commune de Murzo est dans le canton de Vico, arrondissement de Vico, et le département du Liamone.
- 1811 - Les départements d'El Golo et du Liamone sont fusionnés pour former un seul département, celui de Corse. Murzo bascule dans l'arrondissement d'Ajaccio[8].

### Époque contemporaine
- 1954 - Murzo, avec les communes de Arbori, Balogna, Coggia, Letia, Renno et Vico, forment le canton de Vico.
- 1973 - Murzo fait partie du canton des Deux-Sorru (chef-lieu Vico) nouvellement créé.

#### Église Saint-Laurent

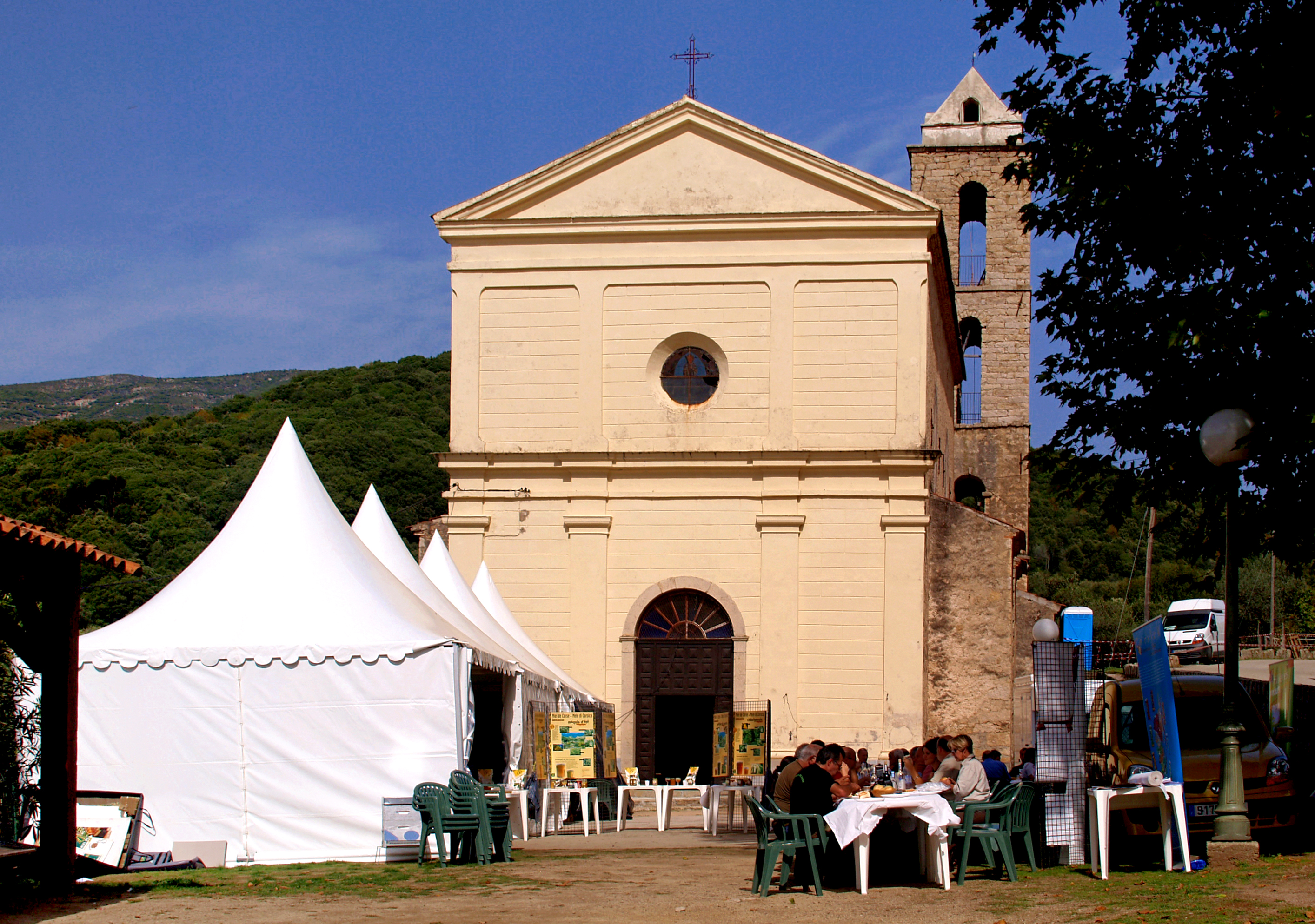
Église Saint-Laurent

## Politique et administration
| Période                                  | Période  | Identité                   | Étiquette | Qualité      |
| ---------------------------------------- | -------- | -------------------------- | --------- | ------------ |
| 2001                                     | En cours | Dorothée Colonna-Vellutini | PRG       | Pharmacienne |
| Les données manquantes sont à compléter. |          |                            |           |              |

## Démographie
L'évolution du nombre d'habitants est connue à travers les recensements de la population effectués dans la commune depuis 1800. Pour les communes de moins de 10 000 habitants, une enquête de recensement portant sur toute la population est réalisée tous les cinq ans, les populations de référence des années intermédiaires étant quant à elles estimées par interpolation ou extrapolation. Pour la commune, le premier recensement exhaustif entrant dans le cadre du nouveau dispositif a été réalisé en 2005.

En 2022, la commune comptait 99 habitants, en évolution de +3,13 % par rapport à 2016 (Corse-du-Sud : +7,61 %, France hors Mayotte : +2,11 %).
| 1800 | 1806 | 1821 | 1831 | 1836 | 1841 | 1846 | 1851 | 1856 |
| ---- | ---- | ---- | ---- | ---- | ---- | ---- | ---- | ---- |
| 152  | 124  | 140  | 160  | 156  | 110  | 254  | 286  | 309  |

| 1861 | 1866 | 1872 | 1876 | 1881 | 1886 | 1891 | 1896 | 1901 |
| ---- | ---- | ---- | ---- | ---- | ---- | ---- | ---- | ---- |
| 336  | 340  | 350  | 375  | 388  | 410  | 384  | 404  | 410  |

| 1906 | 1911 | 1921 | 1926 | 1931 | 1936 | 1946 | 1954 | 1962 |
| ---- | ---- | ---- | ---- | ---- | ---- | ---- | ---- | ---- |
| 406  | 519  | 350  | 293  | 324  | 322  | 222  | 186  | 152  |

| 1968 | 1975 | 1982 | 1990 | 1999 | 2005 | 2006 | 2010 | 2015 |
| ---- | ---- | ---- | ---- | ---- | ---- | ---- | ---- | ---- |
| 132  | 117  | 105  | 81   | 77   | 90   | 94   | 83   | 94   |

| 2020 | 2022 | - | - | - | - | - | - | - |
| ---- | ---- | - | - | - | - | - | - | - |
| 101  | 99   | - | - | - | - | - | - | - |

## Lieux et monuments

### Patrimoine religieux

#### Chapellede Notre-Dame de Lavasina
Cette chapelle a été construite en 1823 par la famille Pastinelli. Située dans une propriété privée, elle est néanmoins ouverte au public.

### Patrimoine civil

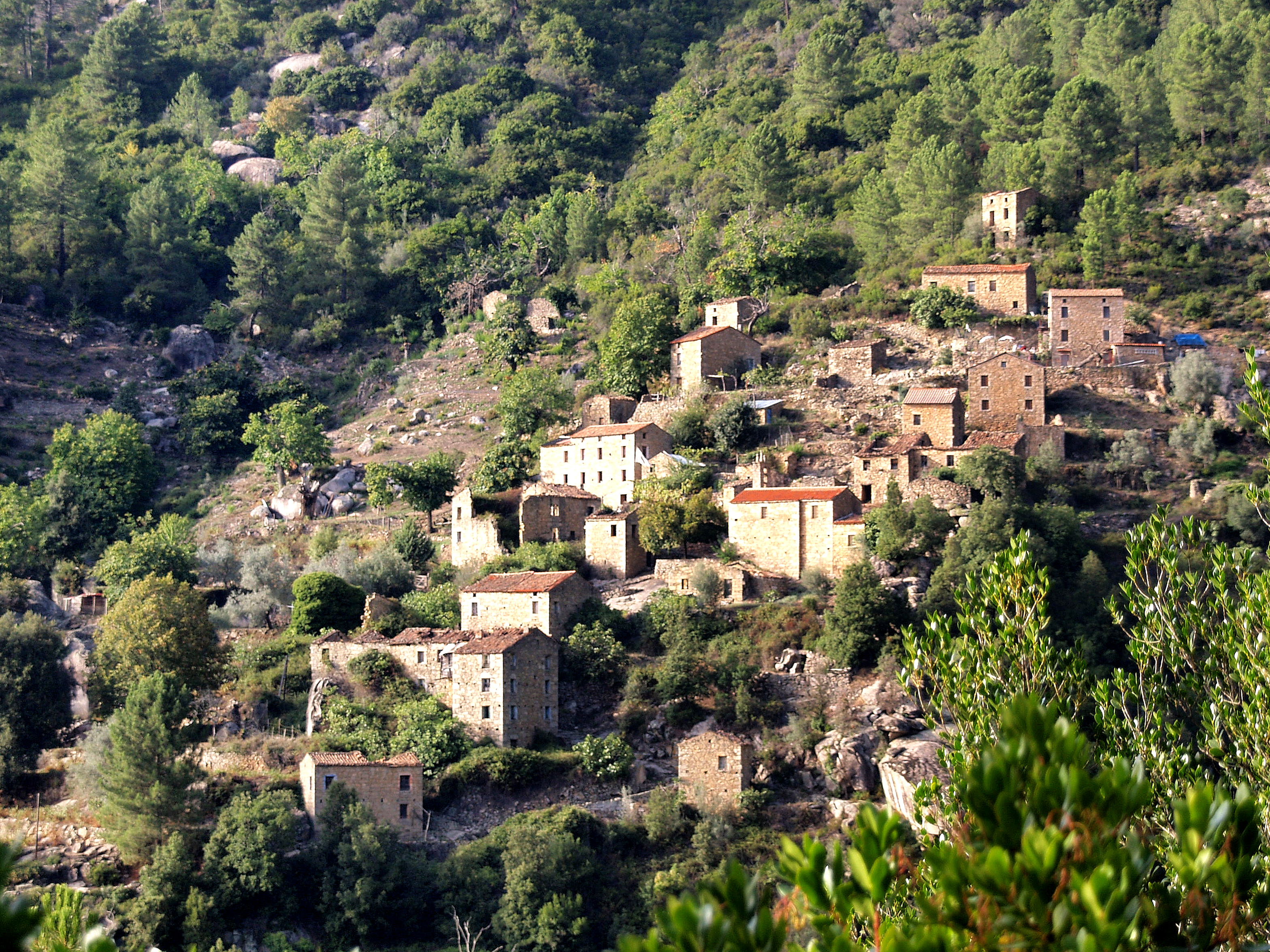
Village de Muna

- Monument aux morts
- Muna, village abandonné

### Patrimoine naturel
Murzo est concernée par trois ZNIEFF de 2e génération :

#### ZNIEFF Châtaigneraie chênaie de Renno-Vico
La ZNIEFF s'étend sur 2 773 ha de six communes de moyenne montagne dans la région de Vico. La végétation, typique des conditions climatiques relativement tempérées et humides, est dominée par les châtaigneraies à l'abandon jusqu'à 1 100 m d'altitude maximum, et plus bas par le chêne vert.

#### ZNIEFF Forêt de pins de Libbio-Giardine
La ZNIEFF s'étend sur 2 622 ha des communes de Guagno, Murzu et Poggiolo, à un étage allant de 410 m à 1 500 m. Cette forêt est une forêt territoriale.

#### ZNIEFF Gorges du Liamone en amont du pont de Truggia
La ZNIEFF s'étend sur 2 460 ha de cinq communes de moyenne montagne, entre 40 m à 1 196 m d'altitude. C'est une zone granitique montagneuse qui culmine à 1 196 m, entrecoupée par les méandres du fleuve Liamone, formant trois massifs distincts : Canapaje et Calcatoghiu au nord, Castaldu au centre et Castellucciu au sud. Le site rupestre est très vaste, faiblement fréquenté par les touristes, mais offre de remarquables points de vue. Les différentes falaises forment une sorte de cirque à l’est du village de Muna.

## Fêtes et loisirs

### U Mele in Festa
Cette foire rurale du miel créée en 1997 par l'association Saint-Laurent, a lieu tous les derniers weekends de septembre au cœur même du village.
Pour valoriser la filière, une « Maison du miel » a été créée.

### Le chemin botanique
Ce sentier long de 2,5 km est un sentier d'initiation aux plantes endémiques et mellifères de Corse. Il part du village jusqu'à la rivière.

## Pour approfondir